# Da solo
Da solo è il settimo album in studio del cantautore italiano Vinicio Capossela, pubblicato il 17 ottobre 2008 dalla Atlantic/Warner Music.
Prima della sua uscita, precisamente il 22 settembre 2008, vengono pubblicati il video e l'audio dell'inedito Il gigante e il mago, in esclusiva sul portale de La Repubblica.
Il 3 ottobre 2008 è entrato in rotazione radiofonica il singolo In clandestinità, in vendita in anteprima sull'iTunes Store.

## Il disco
L'album è stato registrato e mixato tra Milano e New York (Brooklyn Studios) da Taketo Gohara, JD Foster, e Andy Taub, tra gennaio e marzo 2008. Alla produzione del disco ha collaborato il chitarrista Alessandro "Asso" Stefana.
La canzone La faccia della terra è stata registrata assieme alla band statunitense Calexico, e il testo è ispirato a I racconti dell’Ohio di Sherwood Anderson.
Non c'è disaccordo nel cielo è un brano di Frederick Martin Lehman (There's no disappointment in Heaven) riarrangiato nella musica, con un testo diverso dall'originale, scritto dallo stesso Capossela.

## Brani
1. Il gigante e il mago – 6:50
2. In clandestinità – 5:20
3. Parla piano – 4:47
4. Una giornata perfetta – 4:20
5. Il paradiso dei calzini – 4:00
6. Orfani ora – 4:50
7. Sante Nicola – 4:40
8. Vetri appannati d'America – 4:47
9. Dall'altra parte della sera – 4:13
10. La faccia della terra – 5:20
11. Lettere di soldati – 5:47
12. Non c'è disaccordo nel cielo + Da solo tutt'quant (ghost track) – 16:16

- In realtà il brano Non c'è disaccordo nel cielo dura 4:35. Seguono 7 minuti e 15 secondi di silenzio (4:35 - 11:50), dopodiché inizia la ghost track Da solo tutt'quant (11:50 - 16:16).

## Formazione

### Il gigante e il mago
- Cameron Carpenter - Mighty Wurlitzer theater organ
- Zeno De Rossi - grancassa e piatti
- Enrico Gabrielli - clarinetto piccolo
- Frank London - tromba
- Matt Darriau - sax baritono
- Enrico Allorto - basso tuba
- Giulio Rosa - basso tuba, cimbasso
- Anthony Coleman - arrangiamento per organo
- Enrico Gabrielli - arrangiamento per fiati

### In clandestinià
- Vinicio Capossela - gran coda, mellotron
- Glauco Zuppiroli - contrabbasso
- Zeno De Rossi - batteria
- Alessandro "Asso" Stefana - chitarra elettrica
- JD Foster - campanellini
- Vincenzo Vasi - glockenspiel, toy piano
- Raffaele Kohler - tromba, flicorno soprano
- Luciano Macchia - trombone
- Enrico Gabrielli - sax contralto e arrangiamento per fiati

### Parla piano
- Vinicio Capossela - gran coda
- Glauco Zuppiroli - contrabbasso
- Zeno De Rossi - batteria
- Glauco Zuppiroli - contrabbasso
- Alessandro "Asso" Stefana - chitarra
- Vincenzo Vasi - campionamenti ed elettronica
- Enrico Gabrielli - clarinetto basso
- Edoardo De Angelis - primo violino
- Michelangelo Cagnetta - secondo violino
- Joele Imperial - viola
- Luca De Muro - violoncello

### Una giornata perfetta
- Vinicio Capossela - pianoforte
- Anthony Coleman - Mighty Wurlitzer Theater Organ
- Alessandro "Asso" Stefana - optigan, celesta, fischio alle ragazze, cori
- Glauco Zuppiroli - contrabbasso
- Zeno De Rossi - grancassa e tamburi
- Vincenzo Vasi - glockenspiel, fischietto, cori
- JD Foster - cori
- Giulio Rosa - basso tuba
- Frank London - tromba
- Vincenzo Costantino - fischio d'inizio
- Enrico Gabrielli - arrangiamento fiati

### Il paradiso dei calzini
- Vinicio Capossela - Pianoforte Tallone 3/4 1970
- Pascal Comelade - toy piano, altri strumenti giocattolo
- Gianfranco Grisi - cristallarmonio, concertina
- Vincenzo Vasi - theremin
- Edoardo De Angelis - primo violino
- Michelangelo Cagnetta - secondo violino
- Joele Imperial - viola
- Luca De Muro - violoncello
- Enrico Gabrielli - arrangiamento d'archi

### Orfani ora
- Vinicio Capossela - gran coda, melodica
- Glauco Zuppiroli - contrabbasso
- Zeno De Rossi - batteria
- Alessandro "Asso" Stefana - lap steel guitar, chitarra fantasma, tubular bells
- Vincenzo Vasi - theremin

### Sante Nicola
- Vinicio Capossela - gran coda
- Cameron Carpenter - mighty Wurlitzer
- Alessandro "Asso" Stefana - autoharp
- Glauco Zuppiroli - contrabbasso
- Vincenzo Vasi - theremin, glockenspiel
- Raffaele Kohler - tromba
- Enrico Gabrielli - clarinetto piccolo, clarinetto, flauto, clarinetto basso, Eko tiger organ, arrangiamento per archi
- Gianfranco Grisi - cristallarmonio, concertina
- Edoardo De Angelis - primo violino
- Michelangelo Cagnetta - secondo violino
- Joele Imperial - viola
- Luca De Muro - violoncello

### Vetri appannati d'America
- Vinicio Capossela - gran coda
- Glauco Zuppiroli - contrabbasso
- Alessandro "Asso" Stefana - chitarra elettrica, autoharp, marzophone
- Zeno De Rossi - grancassa e piatti
- Vincenzo Vasi - theremin, glockenspiel, toy piano
- Frank London - tromba
- Raffaele Kohler - tromba
- Luciano Macchia - trombone
- Matt Darriau - sassofono tenore
- Enrico Gabrielli - sax contralto, sax tenore, arrangiamento per fiati

### Dall'altra parte della sera
- Vinicio Capossela - pianoforte
- Ursula Knudson - sega musicale
- Fabrice Martinez - violino
- Enrico Gabrielli - clarinetto

### La faccia della terra
- Vinicio Capossela - chitarra wood dobro national
- Alessandro "Asso" Stefana - banjo
- Joey Burns - contrabbasso, chitarra classica
- John Convertino - batteria
- Martin Wenk - tromba
- Jacob Valenzuela - tromba

### Lettere di soldati
- Vinicio Capossela - gran coda
- Mario Brunello - violoncello
- Luciano Macchia - trombone
- Gak Sato - battito del cuore
- Enrico Gabrielli - partitura per violoncello solo

### Non c'è disaccordo nel cielo
- Vinicio Capossela - gran coda, armonio indiano
- Gianfranco Grisi - cristallarmonio
- Alessandro "Asso" Stefana - lap steel guitar